# Billet de 20 francs bleu
Pour les articles homonymes, voir 20 francs.
Recto
Verso
Chronologie
20 francs bleu-bistre
Le 20 francs bleu est un billet de banque français créé le 23 décembre 1870, émis à partir du 12 janvier 1871 jusqu'au 12 décembre 1874 par la Banque de France. Il est le premier billet de vingt francs et fut suivi par le 20 francs bleu-bistre.

## Historique
Ce billet est né dans le contexte de la Guerre franco-allemande de 1870 et peut donc être assimilé à un billet de nécessité d'autant plus que le Gouvernement provisoire le déclare cours forcé et donc non-échangeable contre des espèces en or. Cependant, par la suite, les espèces métalliques réapparaissent, et l'usage du billet de vingt francs ne s'impose plus ; quand la Banque de France testa un nouveau billet, le 20 francs bleu-bistre, en juillet 1874, qui ne circula qu'en 1914, un climat de suspicion parmi les usagers s'était installé. 
Imprimé de 1870 à 1873, il est définitivement privé de cours légal le 2 janvier 1923.

## Description
Le type 20 francs bleu a été peint par Camille Chazal et gravé par Charles Maurand d'après un projet refusé pour un billet de 50 francs, lequel fut utilisé pour le 25 francs bleu. 
L'on trouve au recto une figure allégorique de la Banque de France en femme assise sur un trône et deux cartouches circulaires dans lesquels sont rappelées les peines encourues en cas de contrefaçon et d'usage de faux (« Peine de travaux forcés à perpétuité... »). Au verso, le portrait de la figure allégorique de la Banque de France plein cadre entourée des deux cartouches idoines mais cette fois sur fond blanc. Ce billet ne comporte aucun filigrane et était donc facilement imitable.
Les dimensions sont de 148 mm x 98 mm.